# A-ha
a-ha (wymowa: ɑˈhɑː) – norweski zespół muzyczny wykonujący muzykę pop, będącą wypadkową stylów rock, synth pop oraz new wave. Zespół powstał w 1982 z inicjatywy wokalisty Mortena Harketa, gitarzysty Påla Waaktaara oraz klawiszowca Magne Furuholmena.
Grupa uchodzi za jeden z najlepiej sprzedających się zespołów europejskich; do tej pory sprzedał na całym świecie ponad 50 milionów płyt, które osiągnęły status platynowych i multiplatynowych, złotych oraz srebrnych.

## Historia zespołu
Paul Waaktaar-Savoy i Magne Furuholmen, gitarzyści i klawiszowcy, od 1972 rywalizowali ze sobą jako liderzy zespołów Black Days i Black Sapphire. W 1977 utworzyli zespół Spider Empire, który później przemianowali na The Bridges. W ramach działania tego zespołu wydali w 1980 album pt. Fakkeltog.
W 1981 stworzyli z Mortenem Harketem, ówczesnym wokalistą zespołu Soldier Blue, formację a-ha. Niedługo po założeniu grupy przeprowadzili się do Londynu, co umożliwiło im rozwój artystyczny oraz zaowocowało w krótkim czasie znaczną popularnością w USA i Wielkiej Brytanii. Na początku kariery byli porównywani do grupy Duran Duran.
Pasmo sukcesów przeżyli w latach 80., głównie za sprawą wydanego w 1984 singla „Take on Me” pochodzącego z albumu Hunting High and Low (1985). Nagrali utwór „The Living Daylights” na potrzeby ścieżki dźwiękowej do W obliczu śmierci (1987), 15. filmu z cyklu przygód Jamesa Bonda. W latach 80. wydali jeszcze dwa albumy studyjne: Scoundrel Days (1986) i Stay on These Roads (1988), a także wydawnictwo pt. Interview Picture View (1988) zawierające wywiady z członkami a-ha. W 1990 premierę miał ich album pt. East of the Sun, West of the Moon.
W wyniku spadku popularności w 1994 ogłosili zakończenie działalności. Reaktywowali się w 1998 w niezmienionym składzie, lecz po 12 latach ponownie zakończyli działalność, grając pożegnalny koncert 4 grudnia 2010 roku. W 2015 roku grupa wznowiła działalność.

## Dyskografia
Albumy studyjne
| Hunting High and Low              | - Data: 31 maja 1985 - Wydawca: Warner Bros. Records         | 1 | 1  | 2  | 10 | 15  | - UK: 3x platynowa płyta - BRA: złota płyta               |
| Scoundrel Days                    | - Data: 6 października 1986 - Wydawca: Warner Bros. Records  | 1 | 9  | 2  | 6  | 74  | - UK: platynowa płyta - BRA: platynowa płyta              |
| Stay on These Roads               | - Data: 1 maja 1988 - Wydawca: Warner Bros. Records          | 1 | 9  | 2  | 6  | 148 | - BRA: platynowa płyta - UK: złota płyta                  |
| East of the Sun, West of the Moon | - Data: 22 października 1990 - Wydawca: Warner Bros. Records | 1 | 23 | 12 | 16 | –   | - CHE: złota płyta - BRA: złota płyta - UK: srebrna płyta |
| Memorial Beach                    | - Data: 14 czerwca 1993 - Wydawca: Warner Bros. Records      | 1 | 36 | 17 | 39 | –   |                                                           |
| Minor Earth Major Sky             | - Data: 17 lipca 2000 - Wydawca: Warner Bros. Records        | 1 | 4  | 27 | 3  | –   | - CHE: złota płyta                                        |
| Lifelines                         | - Data: 14 maja 2002 - Wydawca: Warner Bros. Records         | 1 | 2  | 67 | 6  | –   |                                                           |
| Analogue                          | - Data: 8 listopada 2005 - Wydawca: Universal Music Group    | 1 | 18 | 24 | 21 | –   | - UK: srebrna płyta                                       |
| Foot of the Mountain              | - Data: 21 lipca 2009 - Wydawca: Universal Music Group       | 2 | 11 | 5  | 12 | –   |                                                           |
| Cast in Steel                     | - Data: 4 września 2015 - Wydawca: Universal Music Group     | 2 | 13 | 8  | 9  | –   | - UK: srebrna płyta                                       |
| True North                        | - Data: 21 października 2022 - Wydawca: Music for Nations    |   |    |    |    | –   |                                                           |
| „–” album nie był notowany.       |                                                              |   |    |    |    |     |                                                           |

Albumy koncertowe
| A-ha Live at Vallhall – Homecoming Grimstad Benefit Concert | - Data: 2001 - Wydawca: Warner Bros. Records             | 43 | –  | –  | –  |
| How Can I Sleep with Your Voice in My Head                  | - Data: 25 marca 2003 - Wydawca: Warner Bros. Records    | 4  | 73 | –  | 36 |
| A-ha Live at Vallhall – Sight & Sound series CD & DVD set   | - Data: 2008 - Wydawca: Warner Bros. Records             | –  | –  | –  | –  |
| Ending on a High Note: The Final Concert                    | - Data: 5 kwietnia 2011 - Wydawca: Universal Music Group | 3  | 61 | 43 | 52 |
| „–” album nie był notowany.                                 |                                                          |    |    |    |    |

Kompilacje
| On Tour in Brazil                           | - Data: 1989 - Wydawca: Warner Bros. Records               | –  | –  | –   | –  | - BRA: platynowa płyta                        |
| Best in Brazil                              | - Data: 1989 - Wydawca: Warner Bros. Records               | –  | –  | –   | –  | - BRA: złota płyta                            |
| A-ha en Argentina                           | - Data: 1989 - Wydawca: Warner Bros. Records               | –  | –  | –   | –  |                                               |
| Headlines and Deadlines – The Hits of A-ha  | - Data: 4 listopada 1991 - Wydawca: Warner Bros. Records   | 9  | 32 | 12  | 40 | - UK: platynowa płyta                         |
| Minor Earth Major Box                       | - Data: 26 lutego 2001 - Wydawca: Warner Bros. Records     | –  | –  | –   | –  |                                               |
| A-ha Tour Brasil – Agosto 2002              | - Data: 2002 - Wydawca: Warner Bros. Records               | –  | –  | –   | –  |                                               |
| The Singles: 1984–2004                      | - Data: 29 listopada 2004 - Wydawca: Warner Bros. Records  | 4  | –  | –   | –  |                                               |
| The Definitive Singles Collection 1984–2004 | - Data: 11 kwietnia 2005 - Wydawca: Warner Bros. Records   | –  | –  | 14  | –  | - UK: złota płyta                             |
| A-ha Trilogy: Three Classic Albums          | - Data: 5 grudnia 2005 - Wydawca: Warner Bros. Records     | –  | –  | –   | –  |                                               |
| Hunting High and Low (Deluxe Edition)       | - Data: 6 lipca 2010 - Wydawca: Rhino/Warner Bros.         | 32 | –  | 165 | –  |                                               |
| Scoundrel Days (Deluxe Edition)             | - Data: 6 lipca 2010 - Wydawca: Rhino/Warner Bros.         | 27 | –  | 190 | –  |                                               |
| 25                                          | - Data: 12 października 2010 - Wydawca: Rhino/Warner Bros. | 6  | 9  | 10  | 6  | - NOR: 2x platynowa płyta - UK: srebrna płyta |
| Hunting High and Low 30th Anniversary       | - Data: 2015 - Wydawca: Warner Bros. Records               | 25 | –  | 83  | –  |                                               |
| Stay On These Roads (Deluxe Edition)        | - Data: 2015 - Wydawca: Warner Bros. Records               | –  | –  | 145 | –  |                                               |
| East Of The Sun (Deluxe Edition)            | - Data: 2015 - Wydawca: Warner Bros. Records               | –  | –  | 186 | –  |                                               |
| Memorial Beach (Deluxe Edition)             | - Data: 2015 - Wydawca: Warner Bros. Records               | –  | –  | 184 | –  |                                               |
| „–” album nie był notowany.                 |                                                            |    |    |     |    |                                               |

## Nagrody i wyróżnienia
| Rok  | Kategoria                       | Tytułem                | Nagroda          | Nota | Źródło |
| ---- | ------------------------------- | ---------------------- | ---------------- | ---- | ------ |
| 1985 | Pop                             | Hunting High and Low   | Spellemannprisen | Laur | [ 25 ] |
| 1985 | Årets spellemann                | Hunting High and Low   | Spellemannprisen | Laur | [ 25 ] |
| 1986 | Pop                             | Scoundrel Days         | Spellemannprisen | Laur | [ 25 ] |
| 1986 | Spesialpris: juryens hederspris | A-ha                   | Spellemannprisen | Laur | [ 25 ] |
| 1986 | Årets musikkvideo               | „Hunting High and Low” | Spellemannprisen | Laur | [ 25 ] |
| 2000 | Årets videoprisen               | „Velvet”               | Spellemannprisen | Laur | [ 25 ] |
| 2000 | Spesialpris: juryens hederspris | A-ha                   | Spellemannprisen | Laur | [ 25 ] |
| 2008 | Tidenes VG-listelåt             | „Take on Me”           | Spellemannprisen | Laur | [ 25 ] |
| 2010 | Hederspris                      | A-ha                   | Spellemannprisen | Laur | [ 26 ] |